# LTV1
LTV1 (на латвийски: Latvijas Televīzija 1) е телевизионен канал в Латвия, първа програма на обществената държавна телевизия LSM. Стартира през 1954 г. Каналът предлага широка гама от съдържание, включително новини, анализи, токшоута, интервюта, документални филми, игрални филми, телевизионни сериали, културни програми, театрални представления, концерти, спортни репортажи, викторини, музикални програми и развлекателни предавания.

## История
Каналът наследява първия латвийски телевизионен канал – LTV в Латвийска ССР, който стартира редовни тестови предавания на 6 ноември 1954 г. Това го прави пръв и най-стар национален телевизионен канал в балтийските страни. Той започва редовно излъчване на 20 ноември 1954 г. В началото LTV няма права да създава свои собствени програми освен предавания на живо. През 1955 г. е създадено студиото на телевизията в Рига (на улица „Нометню“ в квартал „Агенскалнс“) с цел да произвежда собствени програми, в същото време е построена и първата телевизионна кула в Латвия. Към 1960 г. LTV излъчва по 1300 часа годишно. Каналът излъчва новинарски бюлетини всеки ден, с изключение на неделя, а предаванията му са оценявани за високото си културно ниво.
По повод 50-годишнината си на 5 – 6 ноември 2004 г. LTV1 излъчва специални програми. Малко след тези тържества телевизията обявява създаването на нов облик на канала, за да привлича аудиторията на възраст от 15 до 45 години. Планирано е било премахването на културните програми през октомври 2006 г., мотивирано със създаването на трети канал.
На 15 януари 2013 г. каналът започва да излъчва в широкоекранен формат 16:9. През август 2013 г. LTV1 променя логото си, като го удебелява.

## Логотипи
- 1991 – 1997 г.
- 1997 – 2000 г.
- 2000 – 2002 г.
- 2003 – 2006 г.
- 2006 – 2013 г.
- 2013 – 2017 г.
- 2017 – 2022 г.
- след 2022 г.